# Björsund
Björsund är en småort i Helgarö socken i nordvästra delen av Strängnäs kommun, cirka 2 mil nordväst om Strängnäs. Orten ligger invid gränsen till Eskilstuna kommun och vid inloppet till Sörfjärden, en vik av Mälaren. Det finns en bro över sundet; tidigare fanns här en färjeförbindelse.